# The Camera Club of New York

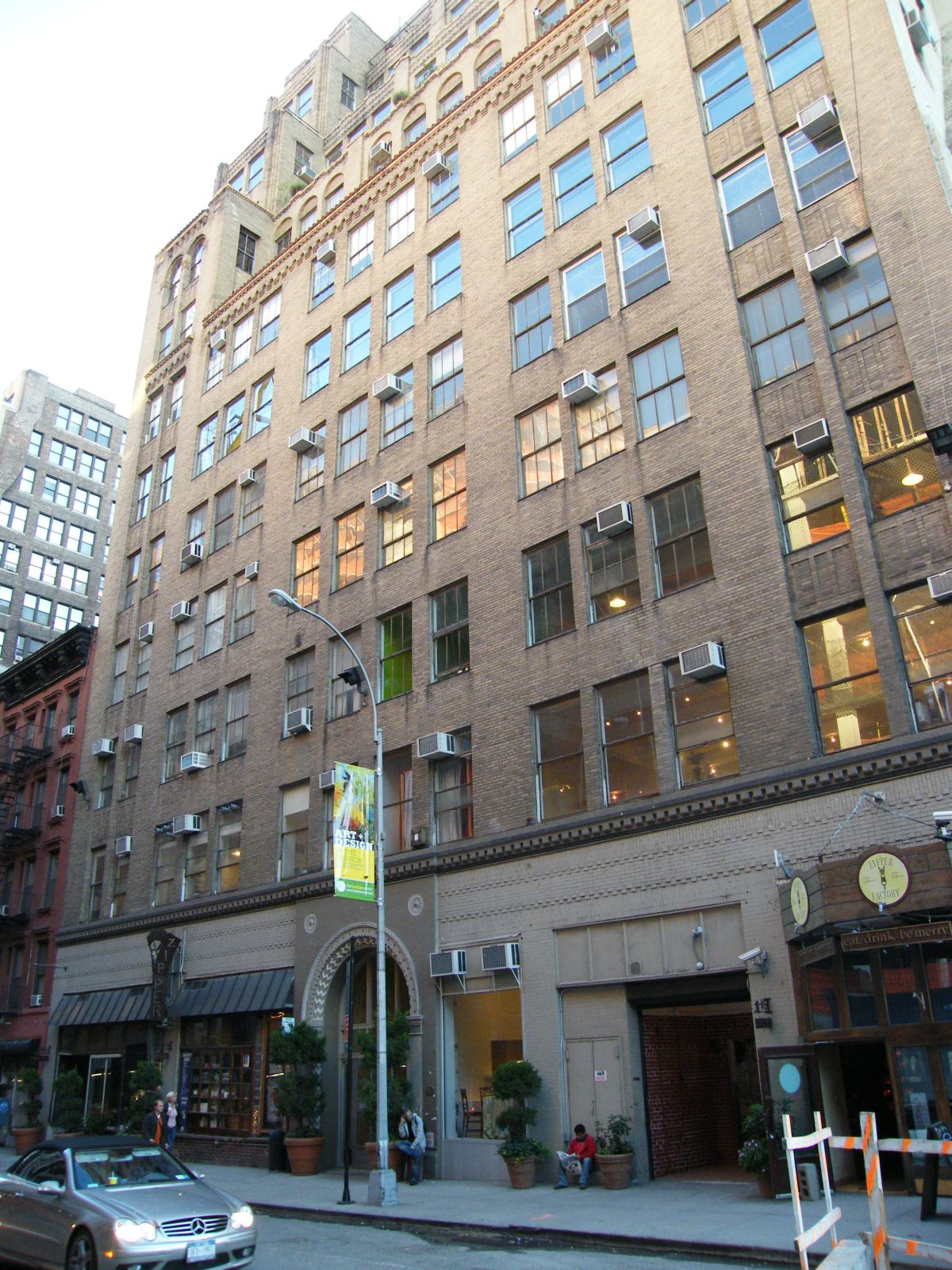
Camera Club of New York

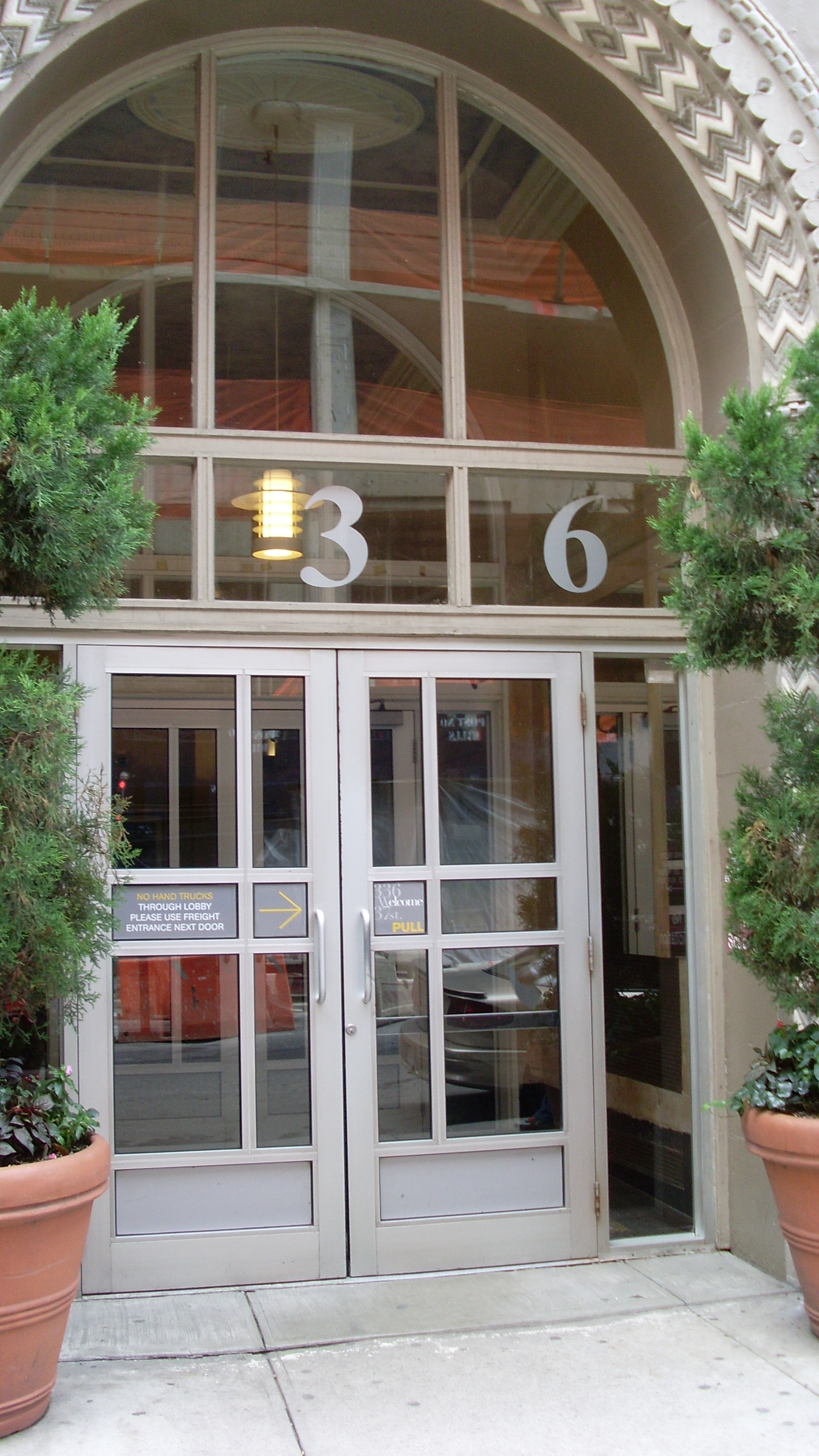
Vchod do budovy

The Camera Club of New York je americký spolek fotografů pro výzkum fotografie založený v roce 1884. V letech 1897–1903 vydávali fotografický čtvrtletník Camera Notes.
Přestože byl klub založen nadšenými gentlemany, kteří hledali útočiště před materialistickou popularizací tohoto média v 80. letech 19. století, přijali za členku první ženu Elizabeth A. Sladeovou v roce 1887, jen čtyři roky od svého založení. Později začali přijímat a zavádět nové myšlenky a nové přístupy k fotografickému médiu.

## Výstavy
Během listopadu 1898 v Camera Clubu uspořádaly „woman show“ svých prací portrétní fotografky Zaida Ben-Yusufová a Frances Benjamin Johnstonová.